# 감초 (래퍼)
감초는 대한민국의 래퍼다. 2015년 싱글 《독신주의》로 데뷔했다.

## 방송
- 쇼미더머니4 (2015) - Top52